# Müller-Sunda-Riesenratte

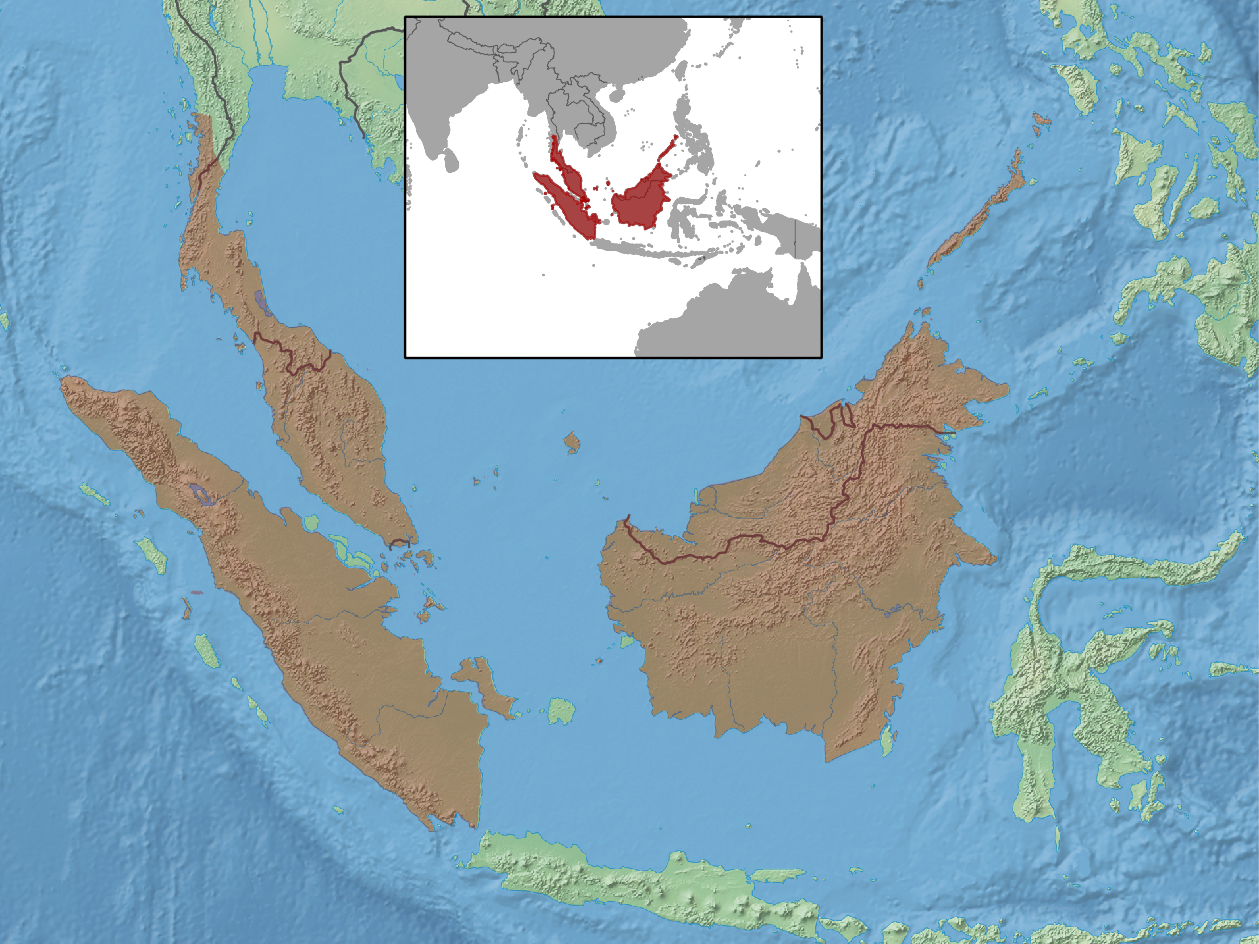
Verbreitungsgebiet der Müller-Sunda-Riesenratte

Die Müller-Sunda-Riesenratte (Sundamys muelleri) ist ein Nagetier in der Familie der Langschwanzmäuse, das in Südostasien vorkommt.
Das Verbreitungsgebiet der Art reicht von der Malaiischen Halbinsel über Borneo und Sumatra bis nach Palawan und zu vielen kleineren Inseln der Region. Aufgrund geringer Unterschiede in der Größe und Fellfarbe wurden viele Inselpopulationen als Unterarten beschrieben. Phylogenetische Untersuchungen konnten diese Einteilung nicht bestätigen. So werden in Mammal Species of the World alle früher eingeführten Taxa als Synonyme gelistet.

## Merkmale
Wie der deutsche Name andeutet ist die Müller-Sunda-Riesenratte mit einer Gesamtlänge von 460 bis 650 mm und einer Schwanzlänge von 250 bis 370 mm sowie einem Gewicht von 200 bis 470 g ein auffällig großes Nagetier. Sie hat 47 bis 55 mm lange Hinterfüße und 20 bis 27 mm lange Ohren. Die Oberseite ist mit rauem, struppigem Fell bedeckt, das eine dunkelbraune Farbe hat. Zusätzlich sind mehrere lange schwarze Haare eingemischt. Das hellgraue bis braune Fell der Unterseite ist kürzer. Der lange Schwanz ist dunkelbraun bis schwarz gefärbt. Bei Weibchen kommen vier Zitzenpaare vor.

## Lebensweise
Die Müller-Sunda-Riesenratte hält sich meist in feuchten Landschaften im Flachland in der Nähe von Wasserläufen auf. Sie erreicht im Gebirge gelegentlich 1650 m Höhe. Die Tiere sind meist nachtaktiv, können jedoch am Tage auf Nahrungssuche gehen. Sie sind Allesfresser und ernähren sich beispielsweise von Früchten, Blättern, jungen Trieben, Insekten oder Schnecken. Die durchschnittliche Wurfgröße beträgt 3,8 Nachkommen, gelegentlich kommen bis zu 9 Jungtiere vor.

## Status
Vermutlich wirken sich Landschaftsveränderungen negativ auf den Bestand aus. Eine geringfügige Jagd durch die nichtmuslimische Bevölkerung im Verbreitungsgebiet wird angenommen. Die Müller-Sunda-Riesenratte lebt in mehreren Schutzgebieten. Sie wird von der IUCN als nicht gefährdet (Least Concern) gelistet.